# مركز أتاتورك الثقافي

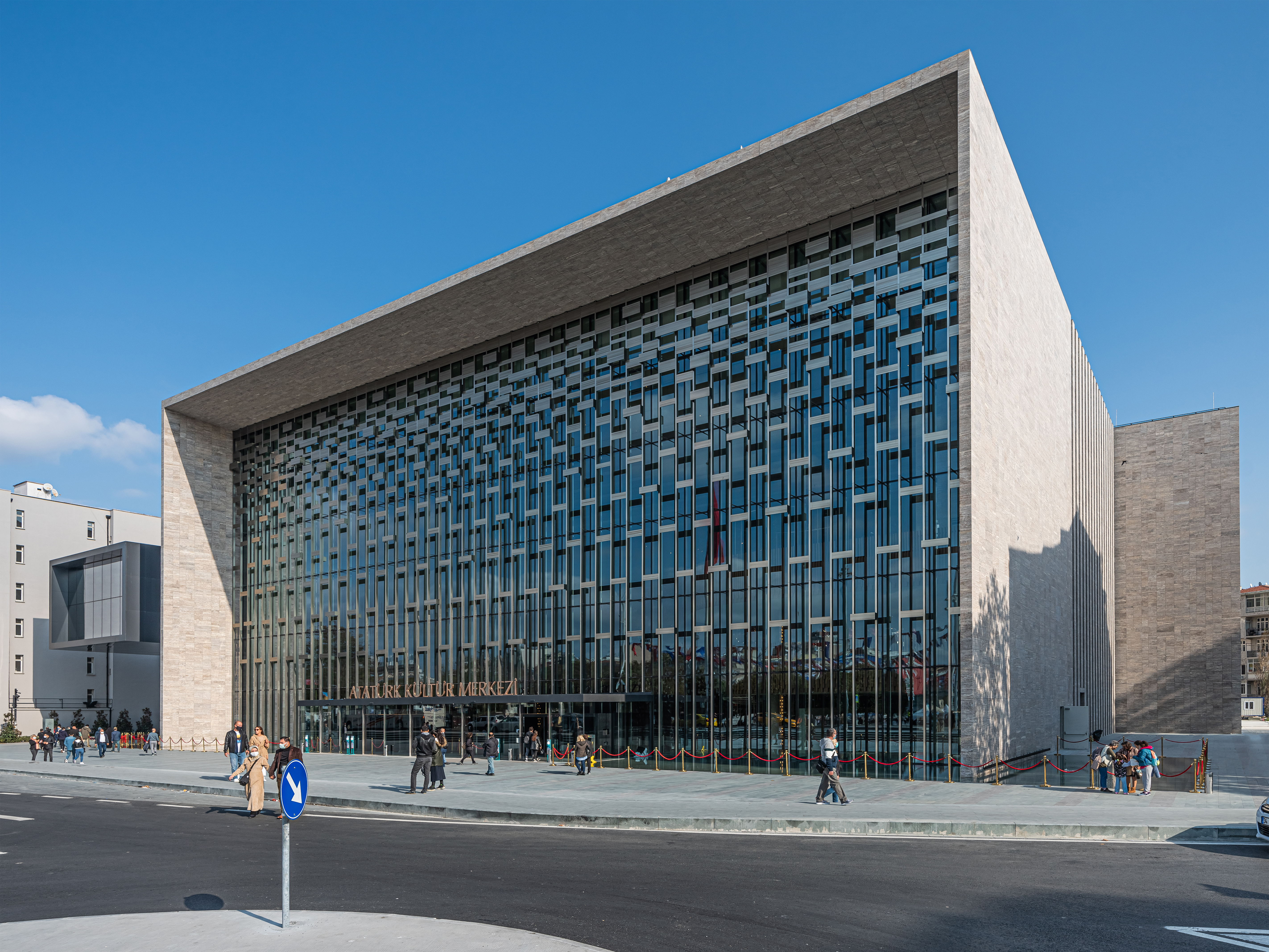
صورة للمركز

مركز أتاتورك الثقافي (AKM)، تقع في ميدان تقسيم في إسطنبول، فيها أماكن للأوبرا والباليه والمسرح والحفلات الموسيقية المؤتمرات، تم استخدامها لأول مرة في عام 1969 لأجل المسرح، كما تم افتتاح رابع أكبر مركز الفنون في العالم، فهي ليست مركزا ثقافيا متعدد الأغراض ودار الأوبرا فحسب، بل هي أيضا رمز لمدينة إسطنبول وهي واحدة من رموز هيكل العهد الجمهوري في تركيا، المركز الثقافي مغلق للتجديدات منذ عام 2008، ويعتبر مثالا هاما على العمارة التركية من الستينيات.
اندلع حريق في 27 نوفمبر 1970 أثناء الأداء، بسببها يتطلب إصلاحات  معقدة لإجراء إصلاحات كبيرة وهو نموذج للحفاظ على البيئة الصديقة، وتتمثل الواجهة المرئية الرئيسية في الكوة على واجهة من الألمنيوم كجزء من إستراتيجية التصميم الموفرة للطاقة، وقد تم تصميم أعمال التحديث من قبل شركة الهندسة المعمارية التركية الشهيرة تابانلوغلو ميمارلك.
في عام 2013 أفادت الأنباء بأن حزب العدالة والتنمية سيقوم بهدمه كجزء من خطط إعادة التطوير المقترحة لحديقة جيزي ومنطقة ساحة تقسيم واستبدالها بدار الأوبرا ومسجد آخر.

## الأقسام
يتضمن المسرح الكبرى قاعة مع 1307 مقعد، والعروض من الأوبرا، والباليه، وقاعة الحفلات الموسيقية، قاعة ثانية يتضمن 502 مقعدا للحفلات والاجتماعات والمؤتمرات، فضلا عن قاعة للمعارض تبلغ مساحتها 1200 متر مربع عند المدخل، وهناك أيضا مسرح مع 296 مقعدا، و«عزيز نيسين المرحلة» مع 190 مقعدا وقاعة سينما مع 206 مقعد.

## وصلات خارجية
- MyMerhaba
- Governmental Press and Information Office نسخة محفوظة 4 فبراير 2007 على موقع واي باك مشين.
- Istanbul European Choir website